# Wegkapelle (Dietershofen)

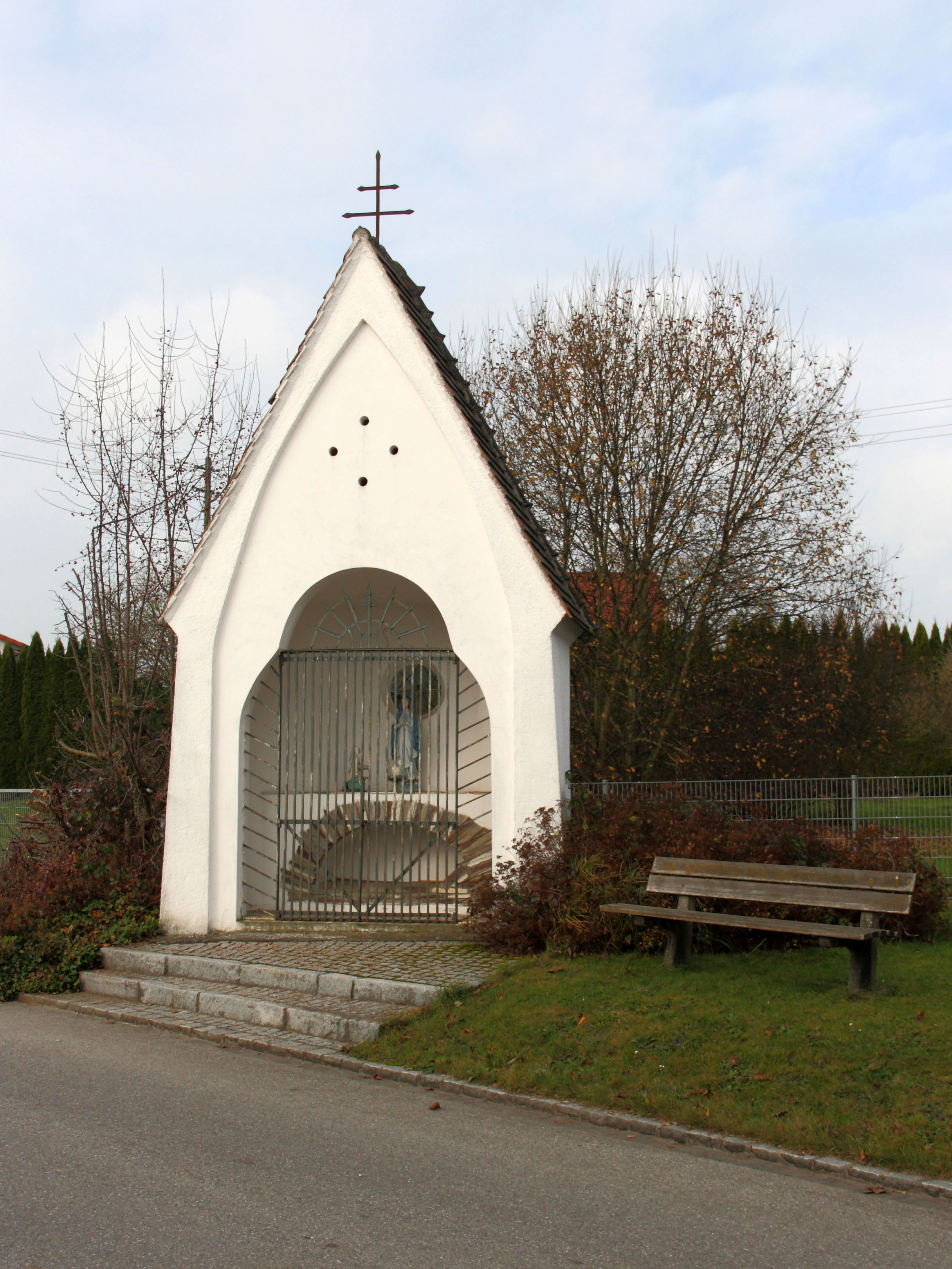
Wegkapelle in Dietershofen

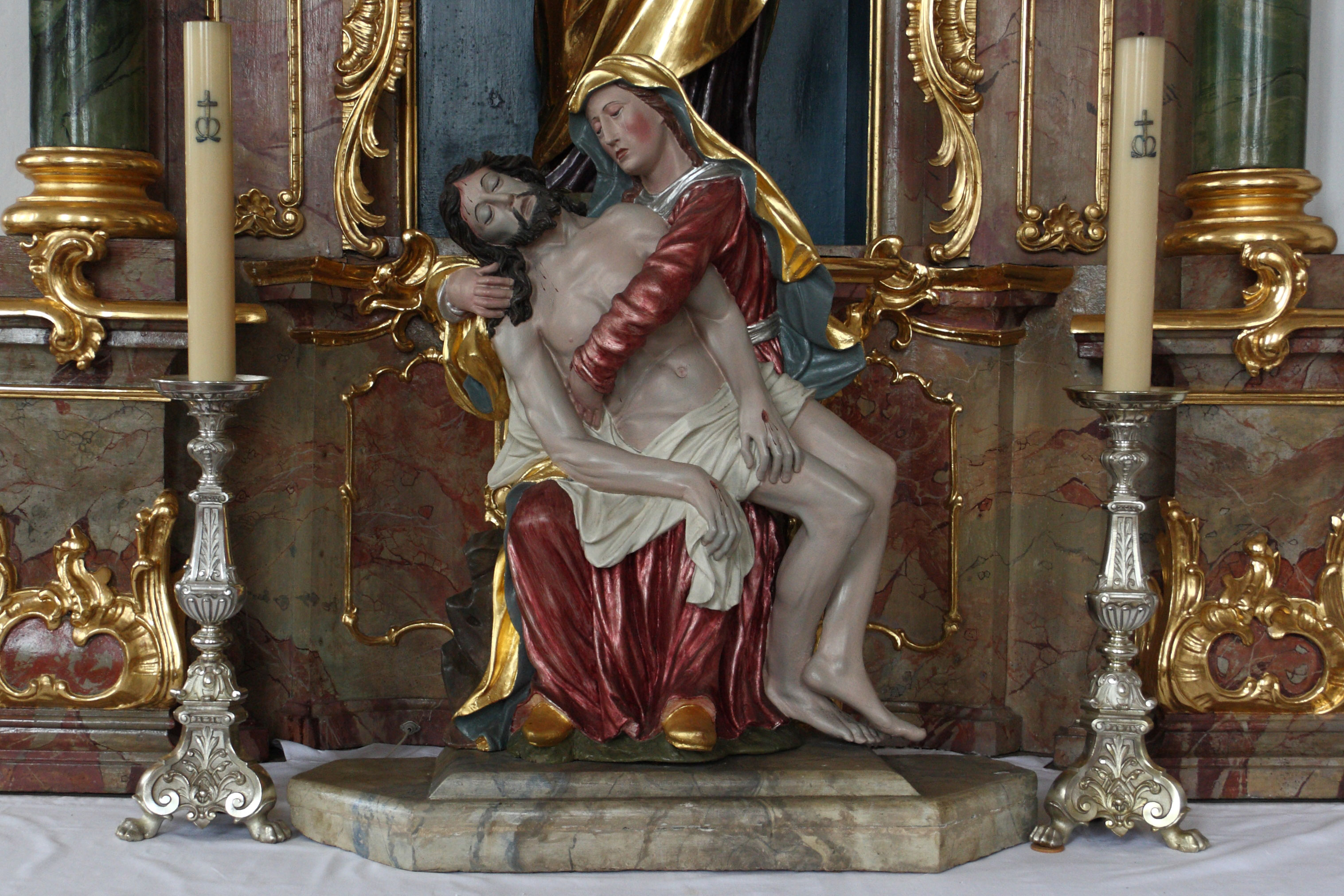
Dietershofen, St. Ulrich, Pietà (früher in der Wegkapelle)

Die Wegkapelle in Dietershofen bei Babenhausen, einem Ortsteil der Gemeinde Oberschönegg im Landkreis Unterallgäu (Bayern), befindet sich im Westteil des Ortes an der Straße nach Inneberg und steht unter Denkmalschutz.

## Beschreibung und Geschichte
Das Bauwerk selbst ist modernen Ursprungs und besteht aus einem polygonalen Gehäuse mit 5/8-Schluss und steilem Dach. Eine Kleeblattarkade gestaltet die offene Südseite. Die Holzfiguren im Inneren stammen aus der ersten Hälfte des 18. Jahrhunderts. In der unteren Nische ist dies ein Leichnam Jesu und darüber ursprünglich eine Pietà, die jetzt in der Pfarrkirche St. Ulrich in Dietershofen aufgestellt ist.